# Familia de genes
Una familia de genes o familia multigénica es un grupo de locI cromosómicos cuya secuencia de nucleótidos es similar y que derivan de una secuencia común ancestral.
En algunos casos, las familias génicas no sólo albergan multitud de copias en el genoma de genes con ligeras diferencias, sino también pseudogenes más variables. Este hecho se explica por una mayor acumulación de mutaciones debido a la menor presión de selección existente sobre una variante génica cuando existe otra copia viable en correcto funcionamiento. Este hecho se considera un método de generación de variabilidad en el caso de las duplicaciones génicas. Por ejemplo, la actina, una proteína clave en las células, si bien está muy conservada en la filogenia, está codificada por una familia multigénica que, en plantas, alberga más de 60 elementos, entre genes y pseudogenes y que, en humanos, posee más de 30.